# 김모노
김모노(1998년 8월 26일 ~)는 대한민국의 가수다. 2019년 싱글 《The Onver》로 데뷔했다.

## 방송
- 쇼미더머니 9 (2020) - Top36(29위)